# Síndrome de los dobles subjetivos
El síndrome de los dobles subjetivos es un síndrome raro que provoca el delirio de identificación errónea, por el cual una persona sufre el delirio de tener un doble o un "doppelgänger" con su misma apariencia, pero que, generalmente, tiene rasgos de personalidad diferentes y que lleva una vida propia. Este síndrome también se conoce con el nombre de síndrome de los dobles del yo, delirio de los dobles subjetivos o simplemente dobles subjetivos. Algunas veces el paciente tiene la impresión de que hay más de un doble. Pueden ver un doble en cualquier persona, ya sea un extraño o un miembro de su propia familia.
A menudo se diagnostica este síndrome durante o después de la aparición de otro desorden de tipo psíquico, como por ejemplo la esquizofrenia u otras enfermedades que producen alucinaciones psicóticas. No existe un tratamiento de gran consenso, ya que la mayoría de los pacientes necesitan una terapia personalizada. La incidencia de esta enfermedad es relativamente baja, ya que se han detectado muy pocos casos desde que George Christodoulou la definió en 1978. Sin embargo, el síndrome de los dobles subjetivos no está claramente definido en la bibliografía médica y, por lo tanto, puede que se hayan detectado menos casos de los realmente existentes.

## Historia
Este trastorno fue definido por primera vez en 1978 por el psiquiatra griego George N. Christodoulou, Doctor en Medicina, Doctor en Filosofía, perteneciente al FRC Psych (Fellow of the Royal College of Psychiatrists). Aunque los síntomas del síndrome de los dobles subjetivos han sido descritos antes de 1978, el trastorno no recibió una denominación hasta que Christodoulou lo denominó síndrome de los dobles subjetivos en la revista American Journal of Psichiatry. El artículo describe a una mujer de 18 años que sufre de esquizofrenia hebefrénica paranoide que creía que su vecino de al lado había convertido su propio cuerpo en el doble del paciente. El síndrome de dobles subjetivos y sus variantes no recibieron el nombre de síndromes de identificación errónea hasta 1981.
Existe constancia de dobles del yo en la literatura incluso antes de Christodoulou le diese un nombre. El primer paciente con síntomas del síndrome de Capgras, otro síndrome de identificación errónea delirante, fue reportado en 1923 por Joseph Capgras y Jean Reboul-Lachaux Sin embargo, este paciente también experimentaba la ilusión falsa de dobles subjetivos, pero la aparición de los dobles del yo no fue tratada hasta la aparición del artículo de Christodoulou en 1978.

## Síntomas
Los síntomas del síndrome de los dobles subjetivos no están claramente definidos en las publicaciones médicas, sin embargo, existen algunos aspectos que definen este delirio:
- La creencia cultural de la existencia del delirio, por definición, no tiene una gran aceptación.
- El o la paciente insiste en que el doble que ve es real, incluso si se le presentan pruebas de lo contrario.
- Se presenta con paranoia o con dificultades en la capacidad de la visión espacial.

A menudo se pone de manifiesto sus similitudes con otros desórdenes en libros y artículos médicos. La prosopagnosia o incapacidad para reconocer rostros puede estar relacionada con este desorden a causa de la similitud de sus síntomas. El síndrome de dobles subjetivos también es similar a la autoscopia delirante, también conocida como experiencia extracorporal y, por lo tanto, ocasionalmente se lo califica como delirio de tipo autoscópico. Sin embargo, el delirio de los dobles subjetivos se diferencia del delirio autoscópico: a menudo, la autoscopia tiene lugar durante períodos de estrés extremo y puede tratarse aliviando la causa que provoca el estrés.
El síndrome de los dobles subjetivos va acompañado generalmente de otros desórdenes mentales o síndromes orgánicos del cerebro y pueden aparecer durante o después de la aparición de otro desorden. A menudo, también se produce la coexistencia de los dobles subjetivos con otros tipos de síndromes de delirios de identificación errónea, sobre todo con el síndrome de Capgras.
En la bibliografía médica se han detectado algunas variaciones de este síndrome:
- Los dobles pueden presentarse como "yos" a diferentes edades.[4]
- Algunos pacientes describen a su doble más como una copia idéntica desde el punto de vista físico y psicológico que como una simple copia física. A esto también se le conoce como "pluralización clonal del yo", otro tipo de síndrome de delirio de identificación errónea que puede pertenecer al mismo tipo de desorden o no (véase #Controversia, más abajo). En este caso, la despersonalización puede ser un síntoma.[2]
- Los dobles subjetivos revertidos se producen cuando el paciente cree que su propio yo (ya sea el físico, ya el mental) se va transformando en otra persona. (véase el caso del Sr. A en #Presentación).[5][6]

### Presentación
El caso siguiente describe a un paciente a quien se le diagnosticó depresión psicótica, trastorno bipolar y síndrome de dobles subjetivos:
Extraído de Kamanitz et al., 1989:

"La Sra.  B. es un ama de casa de raza blanca casada, de 50 años y madre de cinco hijos que ha sido hospitalizada en psiquiatría por depresión y enfermedad bipolar en tres ocasiones anteriores.   [...] Ella creía firmemente que existía otra señora B. que la había sustituido en el afecto de su marido.   [...] La señora B. estaba convencida de que los surcos en sus dedos eran menos profundos y que la doble le había tomado sus huellas dactilares.   Estaba tan preocupada por la existencia de otra Sra. B que necesitaba tener a mano su permiso de conducir para probarse a sí misma que ella era la verdadera Sra. B. Además de creerse su delirio, la Sra. B había dicho haber visto a la otra Sra. B. Ella creía que esa otra Sra B. también era paciente en la unidad, y que tenía su mismo rostro, aunque tenía un cuerpo más robusto.   (Realmente, esta ilusión se había proyectado sobre otra paciente, más joven, y que estaba embarazada)".   . 

El caso siguiente describe un paciente a quien se le ha diagnosticado un desorden esquizoafectivo , además de síndromes múltiples de identificación errónea (dobles subjetivos, síndrome de Capgras e intermetamorphosis):
Extraído de Silva et al., 1994:

"El Sr. B creía que existían cinco copias físicas de sí mismo. Cada ejemplar tenía una mente diferente de la suya propia. En una ocasión, creía haber sido Jesucristo, pero negó haber sufrido cambios corporales. El Sr. B declaró que existían cinco réplicas de la ciudad en la que vivía, así como la existencia de cinco planetas Tierra diferentes. Sin embargo, reconoció haber vivido en una sola de estas "Tierras". El Sr. B tenía un historial de varias detenciones por atacar a agentes de policía, a los que creía réplicas impostoras de policías reales".

El siguiente caso clínico describe un paciente al que se le ha diagnosticado esquizofrenia paranoide crónica y trastorno de dobles subjetivos:  
Extraído de Vasavada y Masand, 1992:

"El Sr.   A, de 40 años de edad, hombre divorciado de raza blanca, fue hospitalizado por su denuncia de que su identidad había sido cambiada en los últimos seis años.   Declaraba que él no era el Sr. A, sino el Sr. B y que prefería ser llamado por ese nombre.   [...] Cuando se le pedía que describiera al Sr. B, respondía que lo único que recordaba era que el Sr. B era huérfano y había hecho su fortuna trabajando duro.   Negaba que el señor B tuviera algún familiar.  Se enojaba cuando se le trataba como Sr. A e insistía en ser llamado Sr. B. [...] En el caso anterior nuestro paciente creía haber sido suplantado tanto física (cara, huellas digitales, etc.) como psicológicamente (podía contar detalles de su vida como Sr. A, pero pocos como Sr. B)".  

## Causas
A menudo, el trastorno de dobles subjetivos es comórbido con otras enfermedades psiquiátricas, como el trastorno bipolar o la esquizofrenia. La causa de la enfermedad es difícil de determinar no sólo debido a su rareza, sino también debido a la presencia simultánea de otros trastornos. Si bien no se ha encontrado la causa fisiológica del síndrome de dobles subjetivos, existen muchas hipótesis.
Algunos investigadores creen que el síndrome de dobles subjetivos aparece como un síntoma de otro desorden en lugar de un desorden por sí mismo.(Ver #Controversia, más abajo)
El síndrome de los dobles subjetivos también puede estar relacionado con la dependencia a algún estupefaciente.

Otra hipótesis afirma que los dobles subjetivos es resultado de la hiperidentificación, vinculada a un exceso de actividad en ciertas áreas del cerebro, que de ese modo causan que el paciente vea aspectos familiares de sí mismo en los extraños. 

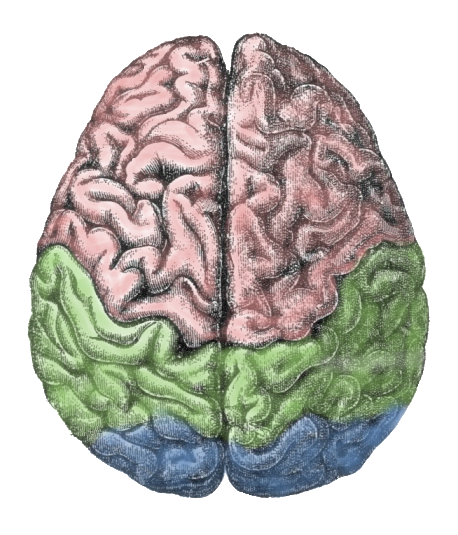
Hemisferios cerebrales: Las lesiones en el hemisferio derecho, lóbulos frontales (rosa), y lóbulo temporal (no se muestra) están relacionadas con el síndrome de dobles subjetivos.

Algunos plantean como hipótesis que este delirio es el resultado de deficiencias de procesamiento facial, ya que tiene síntomas de prosopagnosia aparentemente similares; sin embargo, hay que señalar que el reconocimiento de la mayoría de las caras se ve afectada en este delirio. El procesamiento facial deficiente tampoco explica las ocasiones en que se informa de múltiples dobles.
Otra hipótesis es que los síntomas delirantes pueden ser provocados por una "desconexión" entre los hemisferios derecho e izquierdo del cerebro. Esta hipótesis se basa en gran medida en la teoría de la lateralización de las funciones cerebrales, o la teoría de la parte izquierda del cerebro enfrentada a la derecha. Según esta hipótesis, la incapacidad del hemisferio derecho para "contener" al hemisferio izquierdo hace que el individuo sucumba a las ilusiones de autoconocimiento creadas por el hemisferio izquierdo.

### Daño cerebral
Una hipótesis es que la disfunción cerebral (ya sea debida a daños físicos o a daños causados por un trastorno orgánico) en el hemisferio derecho, lóbulo temporal, y/o lóbulos bifrontales provoca la ilusión de dobles subjetivos. El daño físico que da como resultado el delirio de dobles subjetivos a menudo incluye, aunque no de forma exclusiva, lesiones cerebrales o traumatismo craneoencefálico. Entre las causas orgánicas de daños cerebrales que se sospecha pueden conducir a dobles subjetivos están los trastornos como la epilepsia.
Se desconoce si estos tipos de lesiones cerebrales están vinculadas al delirio o a la enfermedad mental adicional, ya que existen otras enfermedades mentales que son, a menudo, comórbidas al síndrome de dobles subjetivos. Por ejemplo, el daño cerebral del hemisferio derecho se asocia con la esquizofrenia, que comúnmente acompaña al delirio de dobles subjetivos. 

## Tratamiento
Aún no se ha desarrollado un tratamiento de amplia aceptación para el síndrome de los dobles subjetivos. Los métodos de tratamiento para esta enfermedad incluyen a veces la prescripción de medicamentos antipsicóticos; sin embargo, el tipo de medicamento prescrito depende de la presencia de otros trastornos mentales. Los fármacos antipsicóticos (también conocidos como neurolépticos) como la risperidona, la pimozida o el haloperidol pueden prescribirse para tratar la enfermedad psiquiátrica subyacente.

Además de la terapia farmacológica, también se aconseja el asesoramiento interpersonal como método para facilitar las relaciones entre el paciente y su(s) presunto(s) doble(s). Sin embargo, la relación entre el paciente y su doble no siempre es negativa.

## Pronóstico
La recuperación de este síndrome es situacional, por cuanto algunas terapias con fármacos han resultado eficaces en algunos individuos pero no en otros. Los pacientes pueden vivir en varios entornos, incluyendo hospitales psiquiátricos, dependiendo del éxito del tratamiento. Si el tratamiento tiene éxito, una persona puede vivir en casa. En muchos de los casos informados, se produjo la remisión de los síntomas durante el período de seguimiento.
Este trastorno puede ser peligroso para el paciente y para otros, pues un paciente puede interrogar o atacar a la persona que crea que es un doble. Comportamientos inadecuados, como el acoso y el abuso físico o psicológico se han documentado en algunos casos de estudio. Como consecuencia, muchas personas que sufren de este trastorno son detenidas por la mala conducta resultante (véase el caso del Sr. B en #Presentación)

## Controversia
Debido a la rareza de este trastorno y sus similitudes con otros síndromes de falsa identificación delirante, se debate si debe o no ser clasificado como una enfermedad única. Debido a que los dobles subjetivos raramente aparecen como el único síntoma psicológico, se ha sugerido que este síndrome es una presentación poco frecuente de síntomas de otro trastorno psicológico. Este síndrome tampoco está definido en el DSM-IV o el CIE-10. 

Además, algunos investigadores utilizan diferentes definiciones del síndrome. Mientras que la mayoría manifiesta que el doble es una copia física que es psicológicamente independiente, algunos se refieren a una definición de doble que es idéntico tanto física como psicológicamente. Esto también se conoce como pluralización clonal del yo, otro delirio menos común que se agrupa con los demás síndromes del delirio de identificación errónea.

## En la cultura popular
- En Beyond Redemption (HARPER Voyager, 2015) la novela de fantasía oscura de Michael R. Fletcher, una novela donde las creencias y la locura toman forma real, el teócrata sufre de síndrome de los dobles subjetivos.
- En la comedia negra de Richard Ayoade The Double se supone que el protagonista principal, Simon James, sufre de síndrome de los dobles subjetivos con su otro yo, James Simon.